# Bob Leguay
Pour les articles homonymes, voir Leguay.
Robert Leguay, dit Bob Leguay, né le 16 juin 1926 à Nice et décédé le 1er juin 1994 dans cette même ville, est un dessinateur français de bandes dessinées. 

## Biographie
Bob Leguay qui se prénomme en fait Robert est né à Nice, le 16 juin 1926. Sa carrière de dessinateur débute à 20 ans, lorsqu’en 1946, il présente aux éditions Publivog de Nice une bande western Les deux trésors qui est tout de suite acceptée. Toujours sur le thème du western, il commence par publier des courts récits indépendants avant de lancer deux séries : King le vengeur et Garry Kid qui devient Larry Kid.
Aux éditions Publivog, il rencontre et devient ami avec deux dessinateurs niçois : Robert et Raoul Giordan et un dessinateur habitant Monaco : Mattéi. 
Dans les années 1950, à la disparition des éditions Publivog, Bob Leguay entre aux éditions Artima en reprenant un personnage créé par les frères Giordan : Tim l’Audace. Il anime ce personnage pendant 10 ans de 1952 à 1962 avant de le confier à Robert Hugues, lui permettant ainsi de commencer une carrière professionnelle de dessinateur.
Bob Leguay épouse Jeannine Gelati, plus connue sous le nom de scène de Nina Diamar, une danseuse, dont il adopte le fils Jean-Luc et lui transmet son nom de famille.
Dans les années 1960, il passe aux éditions Impéria où il dessine les séries western : Buck John, Kit Carson, Tex Tone, Caribou, Jim Canada ainsi que quatre récits courts. Puis il abandonne la bande dessinée et part en 1976 aux États-Unis.
En 1980, de retour en France, il renoue avec le dessin en se lançant dans la bande dessinée érotique à la suite d'une annonce dans un journal. Il collabore pendant quatre ans aux revues Bédéadult et Triangle Noir mais ce travail ne l’enthousiasme guère et dès qu’il peut, il prend sa retraite. « On m’a imposé un scénario : Duke White, c’était sadique, déplaisant, et ça m’a assez vite dégouté. Si j’avais fait mes propres scénarios, même érotiques, ça aurait passé, mais là c’était trop nul… Aussi, dès que j’ai pu avoir droit à la retraite, j’ai arrêté…. »
Une fois à la retraite, il se consacre à ses passions : le dessin, la peinture, la maquette, le bricolage, les costumes… 
Il décède le 1er juin 1994.

## Publications

### Séries classiques en petit format
- Buck John (25 épisodes).
- Caribou (10 épisodes).
- Jim Canada (2 épisodes).
- King le vengeur (10 histoires de 8 à 12 planches de 1947 à 1950).
- Kit Carson (19 épisodes).
- Larry Kid (17 histoires de 8 planches de 1948 à 1950).
- Tex Tone (18 épisodes).
- Tim l’Audace (114 histoires de 15 à 30 planches de 1952 à 1962).

### Séries érotiques
- Les Aventures de Duke White.
- Les Aventures bestiales de Mary-Jean.
- Les Aventures de Mathieu.